# بخش لاکه‌بری
بخش لاکه‌بری (به سوئدی: Lekebergs kommun) یک ناحیه شهری در سوئد است که در شهرستان اوربرو واقع شده‌است.

## خواهرخوانده
شهرهای دهستان لیسی و تارنبی، کمون دانمارک خواهرخوانده‌های بخش لاکه‌بری هستند.